# Ditropinotella latipennis
Ditropinotella latipennis är en stekelart som först beskrevs av Girault 1929.  Ditropinotella latipennis ingår i släktet Ditropinotella och familjen puppglanssteklar. Inga underarter finns listade i Catalogue of Life.